# CuneiForm
CuneiForm (англ. cuneiform, кьюниформ — клинопись), Cognitive OpenOCR — свободно распространяемая открытая система оптического распознавания текстов российской компании Cognitive Technologies.
OCR CuneiForm была разработана компанией Cognitive Technologies как коммерческий продукт в 1993 году. Система поставлялась с наиболее популярными моделями сканеров, МФУ и ПО в России и мире: Corel Draw, Hewlet-Packard, Epson, Xerox, Samsung, Brother, Mustek, OKI, Canon, Olivetti и др. В 2008 году Cognitive Technologies открыла исходные коды OCR CuneiForm.

## Особенности
CuneiForm позиционируется как система преобразования электронных копий бумажных документов и графических файлов в редактируемый вид с возможностью сохранения структуры и гарнитуры шрифтов оригинального документа в автоматическом или полуавтоматическом режиме. Система включает в себя две программы для одиночной и пакетной обработки электронных документов.
Список языков, поддерживаемых системой:
- Английский
- Болгарский
- Венгерский
- Голландский
- Датский
- Испанский
- Итальянский
- Латышский
- Литовский
- Немецкий
- Польский
- Португальский
- Румынский
- Русский
- Сербский
- Словенский
- Турецкий
- Украинский
- Французский
- Хорватский
- Чешский
- Шведский
- Эстонский

Кроме того, поддерживается смесь русского и английского языка. Распознавание смесей других языков поддерживается только в ветке, разработанной Андреем Боровским в 2009 году. Обучение другим языкам затруднительно ввиду связи каждого языка с dat-файлом, структура и способ получения каковых разработчиками не раскрывались.

## История
1993 год — Cognitive Technologies заключила OEM-контракт с канадской корпорацией Corel Corporation, по которому библиотека распознавания Cognitive встроена в популярный издательский пакет Corel Draw 3.0 (и последующие версии).
1994 год — Заключен контракт с Hewlett-Packard по комплектации сканеров, поставляемых в Россию OCR CuneiForm. Это первый контракт HP с российским разработчиком ПО.
1995 год — Заключен контракт с японской корпорацией Epson о комплектации сканеров OCR CuneiForm. Подписан OEM-контракт с крупнейшим мировым производителем факсимильных аппаратов, лазерных принтеров, сканеров и другого офисного оборудования — Brother Corporation. Согласно договору новый роликовый сканер Brother IC-150 будет комплектоваться программным обеспечением Cognitive для сканирования, распознавания по всему миру.
1996 год — Подписан ОЕМ-контракт с одним из крупнейших мировых производителей мониторов, факсимильных аппаратов, лазерных принтеров, многофункциональных устройств и другого офисного оборудования — Samsung Information Systems America. Согласно договору новое многофункциональное устройство Samsung OFFICE MASTER OML-8630A будет продаваться в комплекте с системой оптического распознавания символов Cognitive Cuneiform LE по всему миру.
- Подписан ОЕМ-контракт с ведущим мировым производителем офисного оборудования компанией Xerox о комплектации многофункциональных устройств Xerox 3006 и Pro-610 системой распознавания CuneiForm.
- Выпущена версия OCR CuneiForm '96, в которой впервые в мире применены алгоритмы адаптивного распознавания.

Адаптивное распознавание — метод, основанный на комбинации двух видов алгоритмов распознавания печатных символов: шрифтового (multifont) и шрифтонезависимого (omnifont). Система генерирует внутренний шрифт для каждого вводимого документа, основываясь на хорошо пропечатанных символах, то есть используется динамическая настройка (адаптация) на конкретные входные символы. Таким образом, метод совмещает универсальность и технологичность бесшрифтового подхода и высокую точность распознавания шрифтового, что позволяет кардинальным образом повысить качество распознавания.
1997 год — В системе CuneiForm впервые применены технологии, основанные на нейронных сетях. Алгоритмы, использующие нейронные сети для распознавания символов, строятся следующим образом. Поступающее на распознавание изображение символа (растр) приводится к некоторому стандартному размеру (нормализуется). Значения яркости в узлах нормализованного растра используются в качестве входных параметров нейронной сети. Число выходных параметров нейронной сети равняется числу распознаваемых символов. Результатом распознавания является символ, которому соответствует наибольшее из значений выходного вектора нейронной сети.
- Подписан новый ОЕМ-контракт с компанией Canon на комплектацию многофункциональных устройств, поставляемых в Россию, системой CuneiForm;[11][12]
- Подписан новый ОЕМ-контракт с компанией OKI Europe Limited на комплектацию многофункциональных устройств OKI FAX 4100 и OKI FAX 5200, поставляемых в Россию, системой CuneiForm;[13]
- Выход первой в мире OCR-системы CuneiForm MMX Update для процессора Intel-MMX;[14]
- Сканеры NeuHaus комплектуются системой распознавания CuneiForm;
- Выход первой в России системы сетевого сканирования CuneiForm 98 NeST.

1999 год
- Подписан новый ОЕМ-контракт с компанией Olivetti на комплектацию многофункциональных устройств поставляемых в Россию системой CuneiForm;
- Заключено дистрибуторское соглашение с ведущим европейским дистрибутором ПО компанией WSKA (Франция) на распространение OCR Cuneiform Direct в Европе;
- Вышла новая версия системы распознавания CuneiForm 2000 в которой реализован метод "Когнитивного анализаТМ: внутрь ядра распознавания встроена экспертная система, которая позволяет проводить анализ оценок альтернатив, получаемых на выходе от каждого алгоритма распознавания, и выбирать оптимальный вариант.
- Разработан метод «Меридианной сегментации таблиц» для повышения точности воссоздания исходной формы таблицы в выходном документе;
- Разработан механизм воссоздания формы исходного документа «What you scan is what you get». Дело в том, что до настоящего времени пользователи систем распознавания тратили достаточное количество времени (которое часто превышало время самого сканирования и распознавания) для придания документу его исходной формы, добиваясь того, чтобы каждый фрагмент находился на нужном месте. Особенно это касается документов со сложной топологией: многоколончатые тексты с заголовками, аннотациями, графическими иллюстрациями, таблицами, и т. д.

2001 год — Подписан OEM-контракт о комплектации оборудования, производимого компанией Canon (сканеры, многофункциональные устройства), программным обеспечением Cognitive Technologies (OCR CuneiForm) на территории стран Восточной Европы.
12 декабря 2007 года была выпущена freeware-версия OCR CuneiForm и анонсировано открытие её исходных текстов.
2 апреля 2008 года были опубликованы исходные тексты OCR Cuneiform под лицензией BSD, а осенью — исходные тексты интерфейса системы.
Последняя версия OpenSource версии для Windows не обновлялась с февраля 2009.
В 2009 году выпущены графические интерфейсы к открытой версии Cuneiform на основе библиотеки Qt 4 — Cuneiform-Qt, YAGF. Начиная с версии 0.9.0 открытую версию для Linux можно использовать в качестве библиотеки.

## Графические интерфейсыдля CuneiForm
- YAGF
- OCRFeeder
- KBookOCR
- Cuneiform-Qt
- Puma.NET[англ.] (англ.) — интерфейсная библиотека .NET
- Quneiform